# Dret mercantil
El dret mercantil o dret comercial és el conjunt de normes jurídiques relatives als comerciants en l'exercici de la seva professió, als actes de comerç legalment qualificats com a tals i a les relacions jurídiques derivades de la seva realització; en temes amplis és la branca del dret que regula l'exercici del comerç. Un dels seus fonaments és el comerç lliure. En la majoria de les legislacions, una relació es considera comercial i, per tant, subjecta al Dret mercantil, si és un acte de comerç. El Dret mercantil actual es refereix a aquests actes encara que el subjecte que els realitza no tingui la qualitat de comerciant. El dret comercial és una branca especial del dret privat, mentre que el dret civil s'erigeix com dret comú. El dret comercial inclou, entre molts altres els àmbits del transport; la marina mercant; garanties;assegurances de vida i accidents, contractes corporatius, vendes al consumidor, etc.